# Маркевич Ярослав Володимирович
Яросла́в Володи́мирович Марке́вич (нар. 3 грудня 1973, с. Камінь-Риболов, Ханкайський район, Приморський край, Росія) — український політик, бізнесмен, народний депутат 8-го скликання, член парламентської фракції Об'єднання «Самопоміч», член Комітету Верховної Ради України з питань бюджету, заступник голови Постійної делегації Верховної Ради України у Парламентській асамблеї ГУАМ, член міжфракційного депутатського об'єднання «ЄвроОптимісти».
У минулому — громадський активіст, волонтер об'єднання Help Army, член благодійного фонду «Мир і порядок», екс-президент громадської організації «Східноукраїнський фонд розвитку демократії», колишній боєць добровольчого батальйону «Донбас», ініціатор створення проєкту «Стоптерор».

## Життєпис
Освіта неповна вища, Інститут соціального розвитку (1995), за спеціальністю «Юридичне забезпечення фінансової діяльності підприємства».
З жовтня 1992 року по грудень 1993 — юрист в приватному торговому домі «Життя i гроші».
З грудня 1993 по квітень 1995 — помічник директора приватної науково-виробничої фірми «ПРІНТ».
З квітня 1995 по березень 1996 — прес-секретаря в АТ «СТАНК».
З квітня 1996 по березень 1997 — менеджер в СП «В. В.».
З березня 1997 по липень 2000 — менеджер в ПП «Омега».
З липня 2000 по січень 2002  — заступник директора в ТОВ «Універсал».
З серпня 2002 по вересень 2004 — заступник директора в НВП «Ізотерн».
На момент обрання народний депутатом України володів власним бізнесом у сфері ІТ та нових технологій.

## Громадська діяльність
З 2000 року Ярослав Маркевич був президентом громадської організації «Східноукраїнський фонд розвитку демократії».
2004 р. — консультант з передвиборних питань Організації з безпеки і співробітництва в Європі (ОБСЄ).
У 2004 році був активним учасником Помаранчевої революції, а в 2013 — харківського Євромайдану.
Із червня по жовтень 2005 працював на посаді керівника виконавчого комітету харківської міської організації Політичної партії «Народний Союз Наша Україна».
З березня 2008 по жовтень 2011 працював керівником виконавчого комітету харківської обласної організації політичної партії «Народний Союз Наша Україна».

Після анексії Криму і подій на сході України став волонтером, активістом громадського об'єднання «Help Army», м. Харків, а також членом благодійного фонду «Мир і порядок».
«Ярослав багато допомагав співробітникам МВС, у тому числі — в той час, коли більшій частині людей, яка прийшла на Майдан, ще було складно вибудовувати нормальні людські відносини з міліціонерами. Ярослав допомагав забезпечувати харчуванням службовців ВВ, надавав допомогу пораненим міліціонерам, після формування спецбатальйонів „Харків-1“ і „Слобожанщина“ багато зробив для підтримки та екіпірування цих підрозділів».
У 2014 році пішов воювати добровольцем у зону АТО у складі добровольчого батальйону «Донбас».

## Політична кар'єра
У 2014 році Ярослав Маркевич взяв участь у парламентській виборчій кампанії. 14-ий номер списку партії «Самопоміч».
Із 27 листопада 2014 року — народний депутат України, член депутатської фракції згаданої партії.
Член Комітету Верховної Ради України з питань бюджету.
Заступник голови Постійної делегації Верховної Ради України у Парламентській асамблеї ГУАМ.

## Ініціативи

### «Стоп-Терор»
Ярослав Маркевич є ініціатором створення проєкту «Стоптерор». Це інтернет-ресурс, що збирає інформацію про дислокацію і пересування сил противника, допомагає координуватися підрозділам сил АТО, сприяє взаємодії українських військових з місцевими жителями для проведення бойових операцій. Ініціатива дозволяє мінімізувати втрати серед українських бійців та мирного населення. Активісти проєкту допомагали військовим під час визволення Слов'янська, Краматорська, Щастя, Рубіжного, Попасної, Маріуполя та інших населених пунктів Донбасу. Серед організаторів проєкту — цивільні громадяни, батальйон «Донбас», проєкт підтримало Міністерство внутрішніх справ.

### Пласт. Харків
Ярослав Маркевич відроджує пластунський рух у Харкові. Зокрема, у місцевому офісі «Самопомочі» у 2015 році відкрили коворкінг-центр — простір, куди запрошують усіх, в кого є хороші проукраїнські ініціативи, пов'язані з розвитком міста і городян. Саме «Пласт» став першим резидентом організації.
«Пласт» — це патріотична організація, що стоїть поза політикою. Вона виховує в дітях любов до України, пропагандує здоровий спосіб життя. «Самопоміч» при цьому не ставить ніяких політичних умов, об'єднання — за розвиток територіальної общини.

## Нагороди
- Хрест Івана Мазепи за «значний особистий внесок у відстоювання національної ідеї, становлення і розвиток Української незалежної держави, активну політичну і громадську діяльність та з нагоди Дня Свободи» (указ президента України від 18 листопада 2009)[5].
- Медаль «Захиснику Вітчизни» за «значний особистий внесок у державне будівництво, соціально-економічний, науково-технічний, культурно-освітній розвиток України, вагомі трудові здобутки та високий професіоналізм» (указ президента України від 23 серпня 2014)[6].

## Сім'я
Одружений, виховує двох дітей.

## Хобі
Ярослав Маркевич захоплюється дайвінгом та парашутизмом. Політик є членом збірної з парашутного спорту.